# Dicranomyia sperata
Dicranomyia sperata är en tvåvingeart som beskrevs av Alexander 1922. Dicranomyia sperata ingår i släktet Dicranomyia och familjen småharkrankar. Inga underarter finns listade i Catalogue of Life.